# Alfredo Ghierra
Alfredo Juan Ghierra (31. august 1891 – 16. november 1973) var en uruguayansk fodboldspiller, og olympisk guldvinder med Uruguays landshold.
Han vandt guld ved tre sydamerikanske mesterskaber, i henholdsvis 1923, 1924 og 1926 med landsholdet. Det blev også til triumf ved OL i 1924 i Paris. Han spillede i alt 14 landskampe.
Ghierra spillede på klubplan for henholdsvis Defensor Sporting og Nacional i hjemlandet.